# Revigliasco (Moncalieri)
Revigliasco o Revigliasco Torinese (Revijasch, Ariasch o Riasch in piemontese) è uno storico borgo collinare sito a pochi chilometri dalla città di Torino. Il significato del nome Revigliasco è ancora in dubbio, l'unico elemento accertato è la derivazione del suffisso di appartenenza in "asco", il quale indica un antico luogo di origine ligure, comune a molti altri centri abitati della zona torinese come Piossasco, Grugliasco e Beinasco. Frazione del comune di Moncalieri (TO), si estende sulle Colline del Po a una quota di 400 m s.l.m.

## Storia
Il sito collinare torinese, già noto per alcuni insediamenti celtici, fu urbanizzato in epoca romana e, nel medioevo, con un ruolo strategico militare nella zona sud-orientale di Torino.
L'antico castello, oggi in rovina, fu edificato pochi anni prima, a partire dal XI secolo, per volere dei Signori di Asti, durante le lotte feudali con Moncalieri e con Torino.Il toponimo venne citato per la prima volta in un documento del 6 marzo 1163, dove Federico Barbarossa infeudò il territorio ai Marchesi di Romagnano.
Secondo quanto ipotizzato dal Chiaudano, nella sua prefazione agli statuti, fin dal sorgere di un castrum, attorno al castello di andò a formare un nucleo di contadini non organizzati, riuniti in un gruppo di case (burgum castri) e totalmente soggetti ai domini di Revigliasco, cui dovevano fedeltà. Questa particolare situazione di dicotomia è stata da un documento del 1272, datato 28 marzo, in cui è trascritta una lettera del Vescovo di Torino al Podestà di Chieri e nella quale si parla per la prima volta di "domini et homines de Ruvilliasco", facendo una distinzione netta tra i consignori e gli uomini liberi, i quali dovevamo avere una propria fisionomia sia giuridica che economica. Successivamente, poco tempo dopo, codesti consignori concessero ai contadini una "charta libertatis", cioè una libera concessione che con varie franchigie permetteva la riduzione degli oneri gravanti sulla popolazione. L'esistenza di tale carta dei diritti è stata provata dal giudizio degli "homines" stessi che, nell'atto del 13 giugno 1462, li definivano troppo rigidi ed iniqui. Si può quindi ipotizzare che nella seconda metà del XIII secolo potesse essere già sorto il comune e che nel XIV secolo fossero accordate le "charte libertatis".
Le lotte feudali con Asti terminarono nel XIII secolo, e il castello fu ceduto ai nobili Roero (poi chiamati San Severino), a partire dal XIV secolo. Dal 1531 poi, per volere di Carlo V d'Asburgo, il borgo passò direttamente ai Savoia, fino ai secoli più recenti.
Rimase relativamente indenne dalla prima guerra mondiale, che tuttavia vide molti revigliaschesi partiti per il fronte e mai tornati, assistendo altresì allo spopolamento della vicina Borgata Testona durante quel periodo. 
Riuscì quindi a custodire gelosamente l'autonomia comunale, fino all'epoca delle leggi fasciste che, in relazione a una politica di riduzione dei comuni italiani, lo fecero annettere a Moncalieri già nell'anno 1928.. 
La sua posizione geografica lo rese infine un buon luogo di rifugio durante gli sfollamenti della seconda guerra mondiale. Dal XX secolo fino ai tempi recenti si affermò come una tranquilla frazione, nonché una zona residenziale di prestigio.

## Etimologia
Revigliasco ha avuto molteplici cambiamenti di nomi, partendo dai più antichi come Ruvuglascum, Ruviglaschum, Ruviliascum, a quelli più attuali come Reviglaschum e Reviglascum, notando il progressivo passaggio dalla radice Ruvi  a quella Revi. Al toponimo Revigliascum è attribuibile un'origine latina, facendolo derivare da "robur", ovvero un albero molto presente sulle colline su cui si estende l'abitato, la quercia. Questo albero viene altresì ricordato nello stemma araldico, che identificava la comunità prima dell'annessione a Moncalieri, ideato da Don Nicolao Cuniberti.

## Amministrazione
Revigliasco costituì comune autonomo dal 1861 (dal 1863 con la denominazione di Revigliasco Torinese) fino al 30 dicembre 1928, quando fu accorpato a Moncalieri.

## Monumenti e luoghi d'interesse

Monumento ai caduti

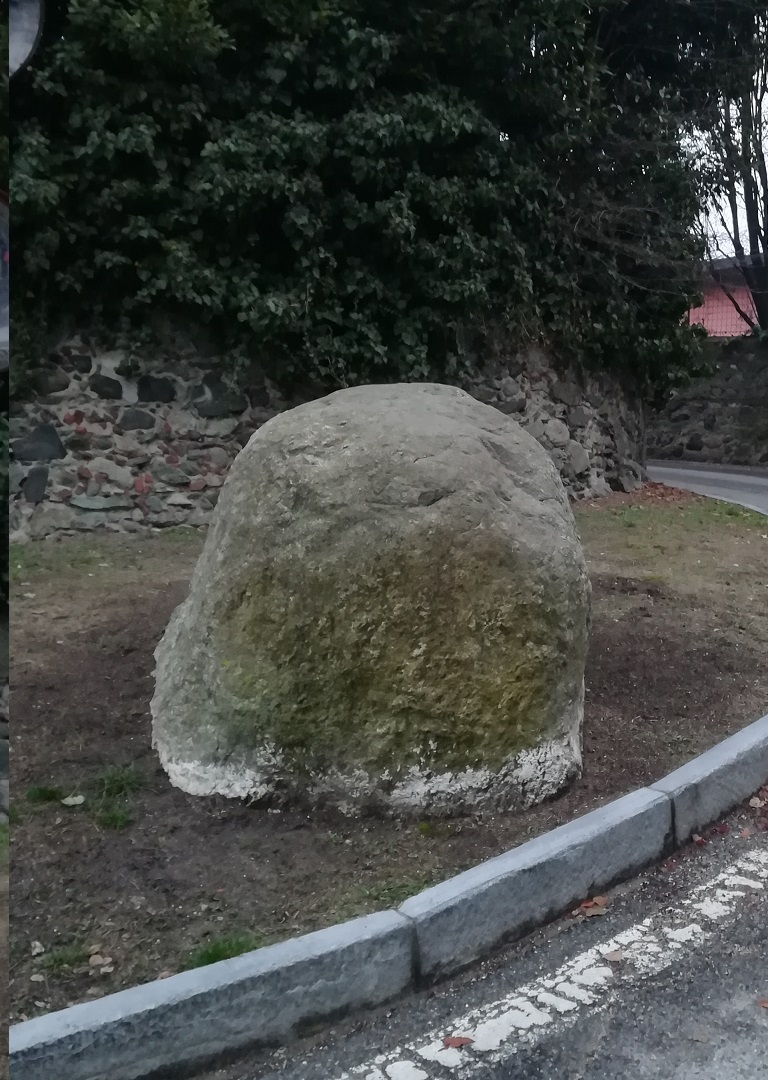
Ròch ëd Santa Brìgida

- Chiesa parrocchiale di San Martino Vescovo: in via Beria angolo via delle Ghiacciaie, alla cima di un'imponente gradinata, è sicuramente l'edificio religioso simbolo del centro del borgo. Fu edificata nel 1612-1620, in sostituzione di una chiesetta già preesistente, dedicata sempre a San Martino di Tours, sapientemente costruita in stile barocco fiorentino. Al suo interno ospita numerose opere pittoriche di notevole valore, come la tela cinquecentesca delle Sante Vergini e il quadro di Santa Maria Maddalena di Luigi Bernero di Cavallerleone (XIX secolo). Da citare anche la Cappella della Madonna di Fatima, con pitture di Nino Pirlato di Racconigi, e la Cappella della Madonna col Bambino, raffigurata dal pittore Alessandro Trono. Sull'altra navata, la Cappella battesimale, quella del Sacro Cuore, con un quadro di San Giuseppe, e quella dell'Ascensione. A finire, la più recente Cappella di Santa Maria della Spina (in stile neogotico), voluta dal munifico Maurizio Beria d'Argentine nel 1873, su progetto di Rodolfo Morgari e affrescata dai fratelli Perracchione, ad esclusione del trittico cinquecentesco di Jacopino Longo. La Chiesa subì vari restauri nelle epoche più recenti[1].
- Chiesa di Santa Croce: chiamata anche Confraternita "dei Battuti" o "dei Disciplinati", situata proprio nel centro del paese, sempre nel borgo, poco distante dalla Parrocchia, fu voluta dalla stessa Confraternita nel 1608, in stile barocco. Nel 1950, tolta la pietra tombale, si poteva vedere un ampio sepolcro ripieno di teschi e ossa mescolati alla rinfusa. Fu poi totalmente restaurata nel 1973, ad opera del barone Sagna.
- Chiesetta di San Rocco: all'inizio del vicolo omonimo, con l'invito in latino sul timpano orate flexite genua deo d rochus pro caritate d gratus pro fortitudine intercedunt (inginocchiatevi a pregare Dio per Rocco, grati per il suo amore può intercedere). Fu edificata nel 1432 secondo Pagliero, da Bernardino Girodo di Revigliasco. Passò al comune e da quest'ultimo donata durante il fascismo al conte Cesare Maria De Vecchi di Val Cismon che la ristrutturò e la fece rivestire all'interno di marmo. Ad oggi, è di proprietà della famiglia Failla, acquistata e ristrutturata nel 1995[1].
- Cappella della Consolata: fu fatta edificare nel 1725 da don Bonifacio Antonio Canapaio, vicario generale di Alba. Appartenne per un lungo periodo agli eredi dell'abate e successivamente passò alla contessa di Neville, di seguito alla famiglia Virani ed ora di proprietà della famiglia Odello.
- Altri luoghi d'interesse sono il monumento ai caduti delle guerre in piazza Sagna e il castello del XVIII secolo, già di proprietà dei Beria d'Argentine, acquistato successivamente nel 1950 dal Comune e tuttavia attualmente in degrado,[3] mentre il castello più antico (quello del XI secolo) cadde in rovina e fu quindi abbattuto per costruirvi il plesso scolastico Massimo d'Azeglio.
- Ulteriore sito particolare è il Ròch ëd Santa Brìgida, presso l'incrocio lungo la via ed il monastero omonimi. Si tratta di un masso erratico legato ad antichi riti pagani di fecondità e maternità alla dea celtica Brighid; nel XIV secolo poi, il culto pagano fu assorbito dal culto cristiano legato alla santa Brigida di Svezia, che fu madre ed educatrice di ben otto figli, canonizzata nel 1391, e dove, nei pressi del masso, fu costruita una cappella dedicata a lei. Dalla cappella fu eretta una chiesetta, quindi un monastero del 1540, legato all'ordine dei Ordine dei frati Cappuccini[4]. Il monastero è ancor oggi noto come quello di Santa Brigida, tuttavia, nel tempo non si riuscì ad affidarne la gestione alle suore Brigidine, bensì alle suore Domenicane e, a tutt'oggi, viene chiamato monastero di Maria di Magdala o monastero Matris Domini. Vicino al ròch, una lapide ricorda anche l'antifascista revigliaschese Antonio Bordone, qui trucidato nel 1944.

## Cultura
A Revigliasco è presente la biblioteca "Renato Turletti", una delle poche biblioteche private entrate a far parte dello SBAM.

## Curiosità

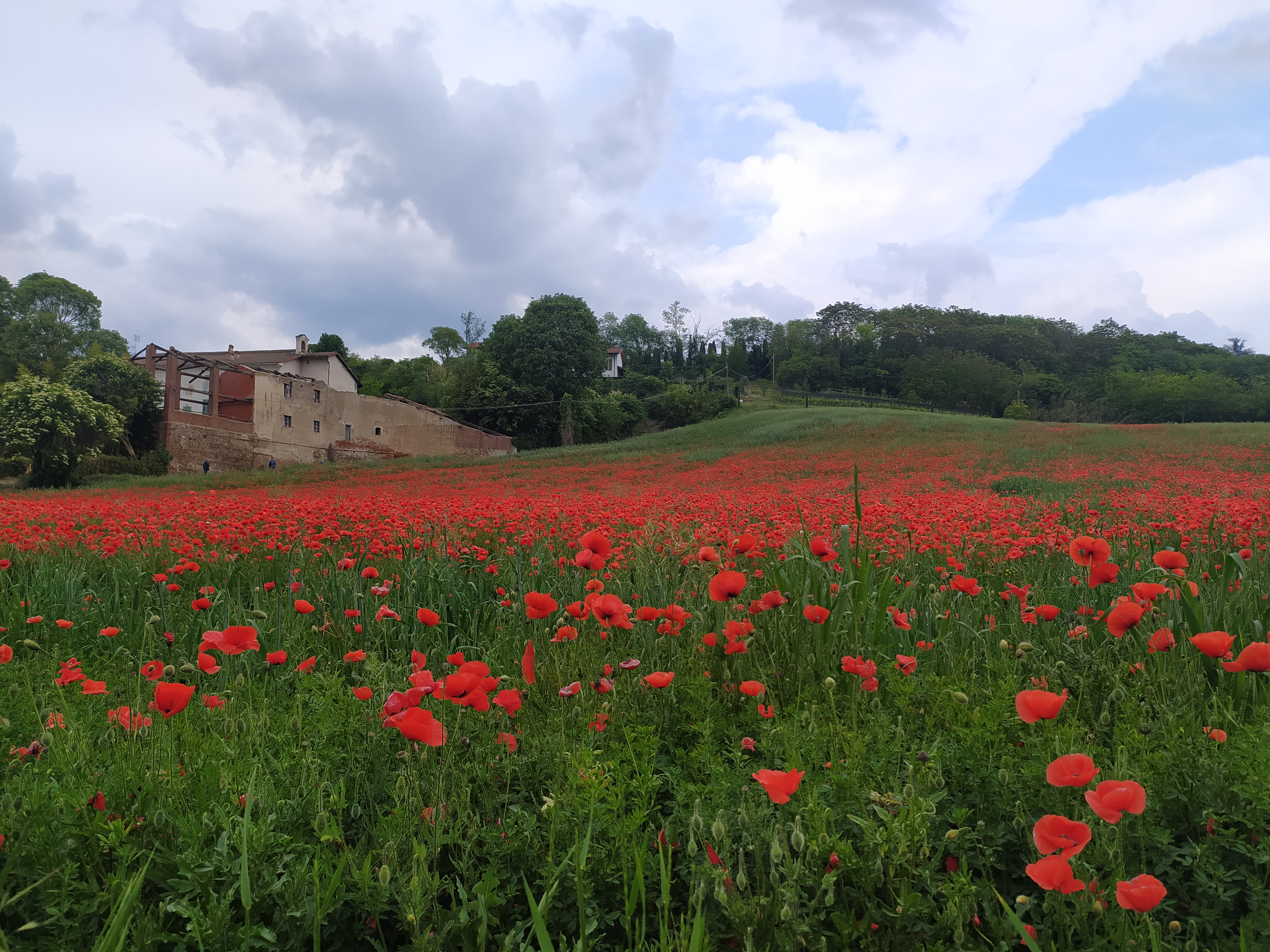
Campo di papaveri a Revigliasco

Un ampio spazio collinare sulla strada tra Revigliasco e Moncalieri è diventato un luogo molto fotografato e visitato per la eccezionale e scenografica fioritura di papaveri nel mese di maggio e grazie ad articoli di giornali, con paragone con un famoso quadro di Monet.